# Wereldkampioenschappen moderne vijfkamp 1982
De wereldkampioenschappen moderne vijfkamp 1982 werden apart gehouden voor mannen en vrouwen. De vrouwen streden in Compiègne in Frankrijk en de mannen in het Italiaanse Rome. Er stonden vier onderdelen op het programma, twee voor de mannen en twee voor de vrouwen.

## Medailles

### Mannen
| Onderdeel   | Goud | Goud                                                | Zilver | Zilver                                    | Brons | Brons                                               |
| ----------- | ---- | --------------------------------------------------- | ------ | ----------------------------------------- | ----- | --------------------------------------------------- |
| Individueel | ITA  | Daniele Masala                                      | URS    | Anatoli Starostin                         | FRA   | Joël Bouzou                                         |
| Team        | URS  | Anatoli Starostin Timoer Dosimbetov Jevgeni Lipejev | HUN    | Attila Mizsér Attila Császári Gábor Pajor | ITA   | Daniele Masala Roberto Petroni Pierpaolo Cristofori |

### Vrouwen
| Onderdeel   | Goud | Goud                                   | Zilver | Zilver                                      | Brons | Brons                                         |
| ----------- | ---- | -------------------------------------- | ------ | ------------------------------------------- | ----- | --------------------------------------------- |
| Individueel | GBR  | Wendy Norman                           | GBR    | Sarah Parker                                | GBR   | Kathy Tayler                                  |
| Team        | GBR  | Wendy Norman Sarah Parker Kathy Tayler | FRG    | Martina Gödicke Ute Schiffmann Sabine Krapf | SWE   | Anne Ahlgren Agneta Lekander Marianne Sigmond |

### Medaillespiegel
| Plaats | Land                     | Goud | Zilver | Brons | Totaal |
| 1      | Polen                    | 2    | 1      | 1     | 4      |
| 2      | Sovjet-Unie              | 1    | 1      | 0     | 2      |
| 3      | Italië                   | 1    | 0      | 1     | 2      |
| 4      | Bondsrepubliek Duitsland | 0    | 1      | 0     | 1      |
| 4      | Hongarije                | 0    | 1      | 0     | 1      |
| 6      | Frankrijk                | 0    | 0      | 1     | 1      |
| 6      | Zweden                   | 0    | 0      | 1     | 1      |
| Totaal | Totaal                   | 4    | 4      | 4     | 12     |